# Cesare Cursi
Cesare Cursi (Roma, 18 dicembre 1942) è un politico italiano.

## Biografia
Nato il 18 dicembre 1942 a Roma, si è laureato in giurisprudenza ed esercita la professione di avvocato cassazionista.

### Carriera politica
Alle elezioni amministrative del 1976 viene eletto consigliere provinciale di Roma con la Democrazia Cristiana (DC), rimanendo in carica fino al 1981 sotto l'amministrazione provinciale del socialdemocratico Lamberto Mancini.
Viene candidato alle elezioni regionali nel Lazio del 1980 dalla DC, venendo eletto in consiglio regionale del Lazio. Viene poi riconfermato consigliere regionale alle regionali laziali del 1985.
È stato collaboratore di Amintore Fanfani, come capo della sua segreteria alla Presidenza del Consiglio durante i suoi ultimi governi (V, VI), come capo della sua segreteria politica dal 1993 al 1994 e come direttore del suo gabinetto durante il suo terzo periodo come Presidente del Senato (1985-1987).

#### Deputato alla Camera
Alle elezioni politiche del 1987 viene candidato alla Camera dei deputati, tra le liste della Democrazia Cristiana nella circoscrizione Roma-Viterbo-Latina-Frosinone, venendo eletto deputato. Nella X legislatura della Repubblica è stato componente della 9ª Commissione Trasporti, poste e telecomunicazioni e Comitato parlamentare per i procedimenti di accusa.

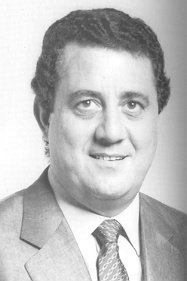
Cesare Cursi rieletto alla Camera dei deputati nel 1992

Alle politiche del 1992 viene ricandidato alla Camera, tra le liste della DC nella medesima circoscrizione Roma, venendo confermato deputato. Nel corso della XI legislatura è stato membro della 9ª Commissione Trasporti, poste e telecomunicazioni, 10ª Commissione Attività produttive, commercio e turismo (sostituito da Gianni Rivera) e della Giunta delle elezioni.
Con la nascita del primo governo presieduto da Giuliano Amato tra le forze politiche che costituivano il quadripartito, diventa sottosegretario di Stato al Ministero dei trasporti affiancando il ministro democristiano Giancarlo Tesini, incarico che mantenne fino alla sua fine il 29 aprile 1993 con le dimissioni di Amato.

#### Senatore della Repubblica
Alle elezioni politiche del 2001 viene candidato al Senato della Repubblica nel collegio elettorale di Roma Centro, sostenuto dalla coalizione di centro-destra Casa delle Libertà in quota Alleanza Nazionale, dove viene eletto per la prima volta senatore con il 43,31% dei voti contro i candidati de L'Ulivo Tana De Zulueta, di Rifondazione Comunista Bianca Ernesta Bracci Torsi, di Democrazia Europea Carlo Scognamiglio, della Lista Pannella-Bonino Angiolo Bandinelli e della Lista Di Pietro Riccardo Lenzi. È membro della seconda Commissione Giustizia e della ottava Commissione Lavori pubblici, comunicazioni.
Con la vittoria della Casa delle Libertà alle politiche del 2001 e la seguente formazione del secondo governo Berlusconi a giugno, viene nominato sottosegretario di Stato al Ministero della Salute, incarico che mantiene anche nel terzo governo Berlusconi fino alla sua fine il 17 maggio 2006.
Alle politiche del 2006 viene riconfermato al Senato della Repubblica con AN e poi nel 2008 nel Popolo della Libertà, dove, il 5 maggio 2008, viene eletto presidente della 10ª Commissione Industria, commercio, turismo del Senato e rimane in carica per tutto il resto della XVI legislatura.

## Procedimenti giudiziari
Il 26 marzo 2010 si ritrova indagato al centro di un'inchiesta con l'accusa di aver accettato, quando era sottosegretario del Ministero della Salute, una tangente per alzare il prezzo del farmaco Meropur di Ferring.
Il 25 febbraio 2011 risulta essere indagato nell'ambito di un'inchiesta per corruzione riguardante il gruppo farmaceutico Menarini, relativa al periodo in cui Cursi ricopriva l'incarico di sottosegretario alla sanità, per aver favorito la commercializzazione di prodotti dell'azienda in cambio di un lavoro editoriale per la casa editrice della moglie.
Il 12 marzo 2012 il Giudice per le Indagini Preliminari di Firenze chiede al Senato l'autorizzazione all'uso di diverse intercettazioni nell'ambito dell'inchiesta in questione.
Il 24 ottobre 2012 la Giunta per le elezioni e le immunità del Senato della Repubblica respinge la relazione di Maria Leddi (Partito Democratico), volta a concedere l'utilizzo delle intercettazioni. In seguito a ciò viene nominato nuovo relatore il senatore Carlo Sarro (Popolo della Libertà), che propone all'Assemblea il diniego dell'autorizzazione richiesta dall'autorità giudiziaria.
Il 6 novembre 2012 il Senato approva a scrutinio segreto (con 118 sì, 83 no e 5 astenuti) la relazione Sarro, negando quindi l'uso delle intercettazioni.
Il 13 settembre 2013 il Tribunale di Firenze ha disposto l'archiviazione dell'inchiesta per corruzione riguardante il gruppo farmaceutico Menarini.
Il 3 marzo 2014 il Tribunale di Roma, dopo aver ricevuto gli atti dal Tribunale di Milano per incompetenza territoriale, ha pronunziato e pubblicato la sentenza di archiviazione per intervenuta prescrizione relativa all'inchiesta con l'accusa di aver accettato una tangente quando era sottosegretario al Ministero della Salute da parte della Ferring.